# Teodoras Četrauskas
Theodore Četrauskas (n. 7 mai 1944, Čiobiškis⁠(d), Širvintų rajono savivaldybė⁠(d), Lituania – d. 23 decembrie 2024) a fost un scriitor și traducător lituanian, autorul unui număr mare de traduceri literare din limba germană în limba lituaniană.

## Biografie
A studiat limba și literatura germană la Universitatea din Vilnius, absolvind în anul 1969. Începând din 1970 a lucrat ca redactor la editurile „Vagos” și „Vyturio”, care publicau literatură din țările vorbitoare de limbă germană. În anul 1986 a devenit scriitor și traducător independent, iar în prezent locuiește și lucrează la Vilnius.
A tradus din limba germană în limba lituaniană peste 80 de cărți, inclusiv operele lui Günter Grass, Thomas Bernhard, Franz Kafka, Elias Canetti, Siegfried Lenz, Alfred Döblin, Michael Ende etc.
A scris mai multe cărți pentru copii și adulți, care au fost traduse în limbile germană, maghiară, slovacă, friziană și în alte limbi.
Cărțile și traducerile sale au fost publicate de cele mai prestigioase edituri din Lituania.